# مهاجم مقبره (بازی ویدئویی ۱۹۹۶)
مهاجم مقبره (به انگلیسی: Tomb Raider) یک بازی ویدئویی به سبک اکشن-ماجراجویی است که توسط کور دیزاین توسعه یافته و به‌وسیلهٔ ایدوس اینتراکتیو انتشار یافته است. این بازی در سال ۱۹۹۶ برای پلتفرم‌های سگا ساترن، پلی‌استیشن و ام‌اس-داس منتشر شد. توم ریدر حتی در بازار موبایل در سال ۲۰۰۳ برای دستگاه‌های نوکیا ان-گیج نیز عرضه شد. همچنین این بازی برای پلی‌استیشن نتورک در آمریکای شمالی در تاریخ اوت ۲۰۰۹ به عرضه گذاشته شد، و در اروپا در سال ۲۰۱۰. توم ریدر شخصیت لارا کرافت - یک کاوشگر انگلیسی را به دنبال دارد که به دنبال گنجینه‌های قدیمی و حل معماهای معابد است.
این بازی موفقیت بزرگی به دست آورد، به طوری که بعضی از داوران معتقدند توم ریدر یکی از بهترین بازی‌های ویدئویی تا به حال ساخته شده است. این بازی هم از نظر اقتصادی بسیار موفق بود، به طوری که حدود ۷٫۵ میلیون کپی در سراسر جهان فروخته شد. این بازی همچنین نفوذ بسیار زیادی پیدا کرد، به طوری که این بازی الگویی برای ساخت دیگر بازی‌ها به همین سبک شناخته شد.
یک بازسازی از این بازی در سال ۲۰۰۷ به عنوان جشن دهمین سالگرد توم ریدر عرضه شد، و یک بازسازی دیگر این بازی به‌طور کامل و از نو با همین عنوان و همین اسم در سال ۲۰۱۳ به بازار گیم عرضه شد.